# Jessica Collins
Jessie Collins (San Antonio (Texas), 8 maart 1983) is een Amerikaanse actrice.

## Biografie
Collins werd geboren in San Antonio (Texas) in een gezin van vijf kinderen, en doorliep daar de high school aan de Tom C. Clark High School waar zij in 2001 haar diploma haalde. Hierna ging zij studeren aan de Juilliard School in New York waar zij in 2005 haar diploma haalde in theaterwetenschap.

## Filmografie

### Films
Uitgezonderd korte films.
- 2016 Free State of Jones - als Annie
- 2016 The Interestings - als Cathy Kiplinger
- 2016 So B. It - als Sophia Lynne DeMuth
- 2012 Zero Dark Thirty – als Debbie
- 2008 The Lose of a Teardrop Diamond – als Vinnie
- 2007 The Man – als Constance Brielle

### Televisieseries
Uitgezonderd eenmalige gastrollen.
- 2022-2023 Echo 3 - als Amber - 5 afl.
- 2021 Clickbait - als Emma Beesly - 5 afl.
- 2013-2014 Revolution – als Cynthia  – 10 afl.
- 2010 Rubicon – als Maggie Young – 13 afl.
- 2007-2008 CSI: Crime Scene Investigation – als Natalie Davis – 3 afl.
- 2006-2007 The Nine – als Lizzie Miller – 13 afl.

- Library of Congress Control Number: no2018046549
- Virtual International Authority File: 3344152381770101950005
- WorldCat: E39PBJrkYT7m64CJjGFwqXbw4q